# Mosty w Bydgoszczy

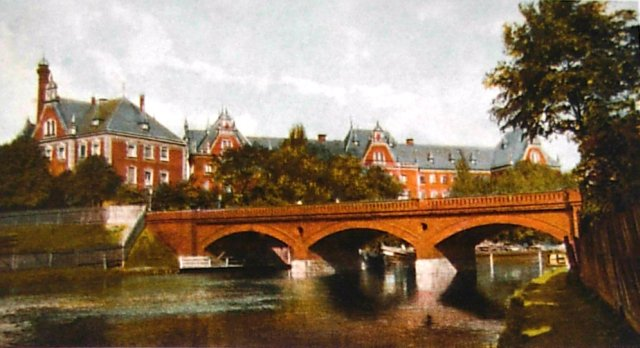
Most Królowej Jadwigi – wersja ceglana z 1865–1913

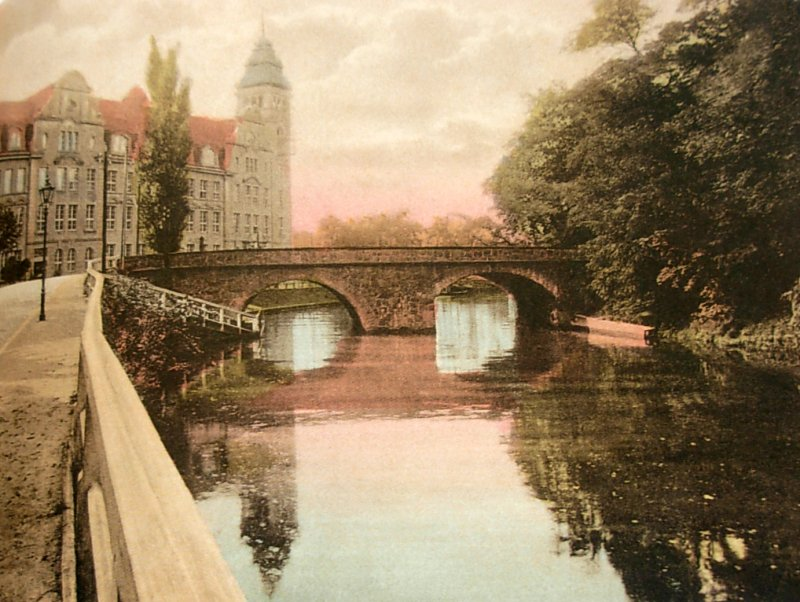
Zburzony w 1972 most Władysława IV na Kanale Bydgoskim

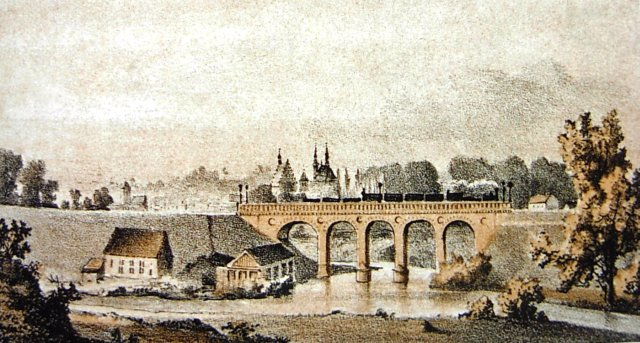
Most Kolei Wschodniej w Bydgoszczy (zachowany do dzisiaj) – litografia z 1853 roku

Mosty w Bydgoszczy – przeprawy drogowe, kolejowe i piesze przez Brdę, Kanał Bydgoski, Wisłę, Młynówkę i pomniejsze cieki na terytorium miasta Bydgoszczy.

## Charakterystyka
W 2013 r. na terytorium miasta znajdowało się około 45 mostów i kładek (w tym 26 mostów drogowych), z tego:
- 14 mostów drogowych, 3 kolejowe, 1 tramwajowy i 6 kładek dla ruchu pieszego przez Brdę,
- 8 mostów drogowych, 2 kolejowe i 4 mostki dla ruchu pieszego przez Kanał Bydgoski,
- 1 most drogowo-kolejowy przez Wisłę,
- 3 mosty drogowe i 3 kładki dla ruchu pieszego przez rzekę Młynówkę,
- mostki nad mniejszymi ciekami np. Międzywodziem, Flisem, Strugą Młyńską, Strugą Prądy, czy też ciekami w okolicy toru regatowego.

Liczba istniejących przepraw rzecznych i konieczność wznoszenia nowych wiąże się z obecnością na terytorium miasta Bydgoskiego Węzła Wodnego. Przez Bydgoszcz przepływają trzy główne cieki, którym odcinki „miejskie” liczą:
- Brdy: 26 km
- Wisły: 14 km
- Kanału Bydgoskiego: 5 km
- Starego Kanału Bydgoskiego: 3 km

Rzeka Brda jest osią miasta Bydgoszczy, rozdzielając miejskie terytorium na dwie części: północną i południową, kanał dzieli w podobny sposób zachodnią część miasta, a Wisła jest wschodnią granicą miasta. Duże rozczłonkowanie miasta ciekami stwarza konieczność budowy wielu przepraw mostowych służących potrzebom ruchu drogowego i kolejowego, jak również zapewnieniu połączeń międzyosiedlowych.

## Rys historyczny

### Mosty staropolskie
Pierwszy stały most przez Brdę przy grodzie bydgoskim zbudowano dowodnie przed 1253 r., gdyż w tym roku wymieniono go w umowie ugody gospodarczej zawartej między księciem Kujaw Kazimierzem a zakonem krzyżackim. Świadkiem podpisanym na tej umowie był m.in. kasztelan bydgoski Bogusław. Most znajdował się ok. 200 m na wschód, niż obecny most Jerzego Sulimy-Kamińskiego i umożliwiał przejście z lewego brzegu Brdy na wyspę grodową, gdzie pobierano cło przez urzędników książęcych. Stamtąd w kierunku południowym wiódł kolejny most przez starorzecze Brdy.
W wiekach XIV-XVIII w Bydgoszczy utrzymywano stały most przez Brdę w ciągu ul. Mostowej, który łączył miasto lokacyjne z przedmieściem Gdańskim, a także prowadził ruch handlowy z Kujaw i Wielkopolski na Pomorze Gdańskie i ziemię chełmińską. W 1577 r. mieszczanie uzyskali od goszczącego na bydgoskim zamku króla Stefana Batorego przywilej pobierania części spławianego Brdą drewna na naprawę mostów w mieście.
W związku z tym, że Bydgoszcz otoczona była wówczas licznymi ciekami: Młynówką, fosą miejską i fosą zamkową, zbudowano kilka mostków nad tymi ciekami, które wyprowadzały ruch z bram miejskich: Kujawskiej, Poznańskiej i Grodzkiej (prowadzącej w kierunku zamku). Na Wyspie Młyńskiej, gdzie zbudowano młyny kościelne, królewskie, tartak napędzany siłą wody, folusze do gładzenia skór i sukna, a w 1594 r. mennicę – powstały mosty nad Młynówką i Międzywodziem: Farny, Młyński, Pilarski. Osobnym zagadnieniem jest połączenie zamku z zapleczem przez most zwodzony na fosie zamkowej, istniejące do czasu zburzenia zamku w 1656 r.

### Mosty z okresu pruskiego
Po przejściu Bydgoszczy pod władzę Królestwa Prus i budowie Kanału Bydgoskiego przebudowano most staromiejski w ciągu ul. Mostowej (1778), a także zbudowano przeprawy nad Kanałem Bydgoskim: most Władysława IV oraz przejścia w okolicach każdej z nowo zbudowanych śluz. Na Wyspie Młyńskiej powstały mosty: Magazynowy przez Brdę (1789), Młyński (1816), a w I połowie XIX wieku także mosty nad kanałem zbożowym i Międzywodziem. W 1840 r. wzniesiono most przez Brdę przy śluzie miejskiej.
Znaczne inwestycje mostowe nastąpiły w II połowie XIX wieku. Urbanizacja wkroczyła wówczas na tereny położone na północnym brzegu Brdy, między starym miastem a dworcem kolejowym.
W 1865 r. powstał nad Brdą ceglany, łukowy Most Zwycięstwa (Królowej Jadwigi). Pierwszym żelaznym mostem drogowym zbudowanym na Brdzie był Most Bernardyński (Cesarski, 1872 r.), potem wzniesiono Mosty Solidarności (Wilhelma i Portowy, 1890), Most Teatralny (1902), mosty w ciągu ul. Spornej (1897) i przebudowany w formie żelbetowej – Most Zwycięstwa (Królowej Jadwigi, 1913)
W 1890 r. powstał również, zachowany w oryginalnej postaci do dziś, ceglany most łukowy w ciągu ul. Witebskiej nad zatoką toru regatowego.
Nowe inwestycje mostowe przyniosło również powstanie i rozwój Bydgoskiego Węzła Kolejowego. W 1851 r. oddano do użytku masywny, pięcioprzęsłowy, ceglany, łukowy most kolejowy nad Brdą, który zachował się do czasów obecnych i jest jednym ze starszych zachowanych mostów kolejowych w Polsce. W 1861 r. w związku z budową Kolei Warszawsko-Bydgoskiej powstał most portowy na ujściowym odcinku Brdy, a w 1872 r. w ciągu linii kolejowej Bydgoszcz – Inowrocław zbudowano most kolejowy nad Kanałem Bydgoskim oraz drugi most kolejowy nad Brdą.
W 1893 w Fordonie powstał most kolejowo-drogowy nad Wisłą o długości 1350 m, który do czasu zniszczenia w 1945 r. był najdłuższym obiektem mostowym w Niemczech i na ziemiach polskich oraz trzecim co do długości w Europie.
Kilka mostów powstało również po przebudowie Kanału Bydgoskiego w latach 1912–1915. Nad nowo zbudowanym odcinkiem kanału powstały mosty: kolejowy na linii do Piły, kolejowy na trasie bocznicy do papierni na Czyżkówku (zlikwidowanej w 2002) oraz drogowy.
U schyłku okresu pruskiego na obszarze dzisiejszego terytorium Bydgoszczy znajdowało się ponad 20 mostów, z tego:
- 5 mostów kolejowych (2 nad Brdą, 2 nad Kanałem Bydgoskim i 1 nad Wisłą),
- 2 mosty Bydgoskiej Kolei Powiatowej (wąskotorowej),
- 10 mostów drogowych (w tym 7 nad Brdą),
- 5 mostów w obrębie Wyspy Młyńskiej,
- 6 mostków w obrębie śluz: II, III, IV, V, VI, VII i VIII Kanału Bydgoskiego.

### Mosty 1920–1989
W okresie międzywojennym powstał w Bydgoszczy most kolejowy nad Brdą w ciągu magistrali węglowej. 3-4 września 1939 r. wycofujące się wojsko polskie zniszczyło, bądź uszkodziło większość mostów w mieście. Władze okupacyjne przywróciły ruch na przeprawach w latach 1940–1942, w tym na moście na Wiśle. 24 stycznia 1945 r. wycofujący się Niemcy ponownie wysadzili w powietrze większość obiektów mostowych. Dzięki ofiarności kolejarzy ocalały mosty kolejowe, Królowej Jadwigi oraz zachowało się kilka pomniejszych przepraw przez Kanał Bydgoski i w rejonie Wyspy Młyńskiej. W latach 1945–1946 r. w miejscu zniszczonych obiektów zbudowano drewniane przeprawy tymczasowe. Pierwsze odbudowane mosty oddano do użytku w 1948 r. (most Młyński, most w ul. Spornej). W latach następnych odbudowywano kolejne obiekty, a od końca lat 60. budowano nowe. Wznoszono obiekty w konstrukcji żelbetowej sprężonej, a w latach 70. z użyciem typowych elementów prefabrykowanych. W latach 1950–1956 odbudowano również od podstaw stalowy most na Wiśle, który jednak skrócono o 310 m, zastępując 5 przęseł nasypem ziemnym.
Kolejno oddawano do użytku:
- 1954 – mosty Solidarności – część południowa (kablobeton)
- 1961 – most Jerzego Sulimy-Kamińskiego (kablobeton)
- 1963 – most Bernardyński (kablobeton)
- 1963 – most drogowy obwodnicy bydgoskiej (stalowy)
- 1970 – most Pomorski (prefabrykaty sprężone)
- 1973 – most drogowy na Kanałem Bydgoskim (stalowy)
- 1977 – most Smukalski (prefabrykaty zespolone)
- 1979 – most Esperanto (wantowy)
- 1982 – mosty Solidarności – część północna (prefabrykaty zespolone)

W okresie powojennym rozebrano również szereg mostów. Dotyczy to zwłaszcza rejonu Wyspy Młyńskiej, gdzie pozostał jedynie Most Młyński. Po II wojnie światowej nie odbudowano mostu kolei wąskotorowej w Smukale, nad Kanałem Bydgoskim oraz jednego z mostów na ul. Spornej. W 1972 r. w związku z budową węzła Grunwaldzkiego, zasypano część Kanału Bydgoskiego z dwiema śluzami oraz rozebrano most Władysława IV. W 1969 r. w związku z likwidacją kolei wąskotorowej Bydgoszcz – Koronowo zlikwidowano również most kolejowy nad Kanałem Bydgoskim.

### Mosty po 1989
Lata 90. XX wieku to okres coraz większej eksploatacji przepraw przez wzrastający ruch drogowy. Remonty kapitalne zużytych konstrukcji mostowych rozpoczęto w połowie dekady.
W 1998 r. powstał most na nowo zbudowanej śluzy Czersko Polskie. W 2000 r. zbudowano most Kazimierza Wielkiego, a w 2002 r. mosty: Waleriana Hypszera nad Brdą oraz św. Antoniego nad Kanałem Bydgoskim. W 2009 r. rozpoczęto budowę nowego mostu kratowego nad Brdą w ciągu ul. Spornej w miejscu rozebranej starej konstrukcji, natomiast w 2010 r. dwóch mostów wantowych nad Brdą. W 2012 roku oddano do użytku most tramwajowy Władysława Jagiełły, a rok później drogowy most Uniwersytecki z pylonami w kształcie podków.

## Mosty – stan w 2013 r.
Lista zawiera wykaz obecnie istniejących mostów na terenie Bydgoszczy, bez uwzględnienia historycznych przepraw nad fosami: miejską i zamkową oraz obiektów nad drobnymi ciekami: Flisem, Strugą Młyńską itp.

### Mosty nad Wisłą
Wisła jest rzeką, która na długości 14 km stanowi wschodnią granicę Bydgoszczy. W pobliżu tej rzeki mieszka około 20% ludności miasta w dzielnicy Fordon. Tuż nad rzeką znajduje się Stary Fordon – dawniej samodzielne miasteczko lokowane w XIV wieku, o średniowiecznym rozplanowaniu ulic i zabudowie w większości z XIX w.
| Nr | Nazwa                                      | Data powstania i odbudowy | Długość [m] | Nośność [t] | Rodzaj                         | Istn. | Uwagi | Zdjęcie |
| -- | ------------------------------------------ | ------------------------- | ----------- | ----------- | ------------------------------ | ----- | --- | ------- |
| 1  | Most fordoński im. Rudolfa Modrzejewskiego | 1893, 1956                | 1005        |             | drogowo-kolejowy, dla pieszych | T     | w latach 1893–1945 najdłuższy most w Polsce i Niemczech, trzeci co do długości w Europie (1325 m, 18 przęseł), skrócony po odbudowie ze zniszczeń z okresu II wojny światowej; przebiega przez niego droga krajowa nr 80 oraz linia kolejowa nr 209 |         |

### Mosty i kładki nad Brdą
Brda jest rzeką, która rozdziela miasto Bydgoszcz na część północną i południową, stanowi również tło dla zabudowy Starego Miasta i Śródmieścia. Przepływa przez miasto na długości 26 km, z czego 15 km przypada na część skanalizowaną, zaś pozostała część ma charakter naturalny, nie uregulowany. Poniżej przedstawiono mosty i kładki dla pieszych w kolejności od ujścia Brdy do Wisły w górę rzeki, aż do północno-zachodnich rubieży miasta.
| Nr | Nazwa                                 | Data powstania i przebudowy        | Długość [m] | Nośność [t] | Rodzaj                                        | Istn. | Uwagi | Zdjęcie |
| 1  | Most na śluzie Brdyujście             | 1879                               | 18,0        |             | drogowy, dla pieszych                         | T     | przeznaczony do użytku służbowego przez RZGW Gdańsk |         |
| 2  | Most na śluzie Czersko Polskie        | 1999                               | 23,0        |             | drogowy, dla pieszych                         | T     | przeznaczony do użytku służbowego przez RZGW Gdańsk |         |
| 3  | Kładka na jazie Czersko Polskie       | 1906                               | 26,0        |             | dla pieszych                                  | T     | kładka technologiczna do obsługi jazu oraz przejście między elektrowniami RZGW Gdańsk i Mewat Bydgoszcz |         |
| 4  | Most na torze regatowym               | 1906, 1964                         | 11,3        | 30          | drogowy, dla pieszych                         | T     | most w ciągu ul. Toruńskiej nad kanałem łączącym tor regatowy z portem drzewnym |         |
| 5  | Most portowy                          | 1861, 1949                         | 52,5        |             | kolejowy                                      | T     | most w ciągu linii kolejowej nr 18 – dawnej Kolei Warszawsko-Bydgoskiej |         |
| 6  | Most magistrali węglowej              | 1930, 1949                         | 115,3       |             | kolejowy                                      | T     | najdroższy obiekt inżynierski budowanej w latach 1925–1933 magistrali węglowej, przebiega po nim linia kolejowa nr 201 |         |
| 7  | Most Żeglugi Bydgoskiej               | 1897, 1949, 1956, 1994, 2010       | 55,0        | 50          | drogowy, dla pieszych                         | T     | początkowo dwa mosty, wybudowane przez Bromberger Schleppschiffahrt; po 1945 r. most nad starorzeczem zastąpiono przepustem. |         |
| 8  | Most Kazimierza Wielkiego             | 2001, 2023                         | 245,8       | 50          | drogowo-tramwajowy, dla pieszych              | T     | łączy Bartodzieje i Kapuściska, w 2023 oddano do użytku drugą nitkę mostu i most tramwajowy pomiędzy dwoma drogowymi |         |
| 9  | Most Pomorski                         | 1970                               | 79,7        | 40          | drogowo-tramwajowy, dla pieszych              | T     | przebiega nim aleja kard. Stefana Wyszyńskiego, w ciągu dróg krajowych nr 5E261 oraz 80 |         |
| 10 | Most Esperanto                        | 1979                               | 78,0        | 5           | dla pieszych                                  | T     | łączy Skrzetusko i Babią Wieś w pobliżu hali Łuczniczka |         |
| 11 | Most Uniwersytecki                    | 2013                               | 200,8       |             | drogowy                                       | T     | most wantowy będący elementem Trasy Uniwersyteckiej o długości 1,58 km (z tego 720 m na estakadach), podwieszony do pylonu o wysokości 69 m w kształcie przenikających się podków |         |
| 12 | Most Bernardyński                     | 1872, 1963                         | 66,6        | 30          | drogowo-tramwajowy, dla pieszych              | T     | do 1920 r. Most Cesarski (Kaiserbrücke), na wschodnim obrzeżu Starego Miasta w Bydgoszczy |         |
| 13 | Most Jerzego Sulimy-Kamińskiego       | przed 1253, 1350, 1778, 1902, 1961 | 56,0        | 30          | drogowy, tramwajowy (1961–1973), dla pieszych | T     | most staromiejski łączący Stare Miasto w Bydgoszczy (miasto lokacyjne) ze Śródmieściem, najstarszy pod względem lokalizacji w Bydgoszczy |         |
| 14 | Most Jana Kiepury                     | 1789, 2007                         | 30,4        |             | dla pieszych                                  | T     | następca mostu Magazynowego (1789–1934), łączy północne nabrzeże Brdy (bulwar im. Gabriela Narutowicza) oraz amfiteatr Opery Nova z Wyspą Młyńską, na barierkach liczne tzw. „kłódki zakochanych” |         |
| 15 | Mosty Portowe im. Solidarności        | 1840, 1890, 1955, 1981             | 70,7        | 30, 40      | drogowe, tramwajowe, dla pieszych             | T     | trzy mosty, z tego dwa drogowe i tramwajowy, powyżej Starego Miasta w Bydgoszczy, w ciągu ulicy marszałka Focha |         |
| 16 | Kładki na śluzie Miejskiej            | 1840, 1890, 1955, 1981             | 10,0        |             | dla pieszych                                  | T     | stała kładka stalowa dla obsługi śluzy oraz kładka na wrotach dolnych (rozchylana na boki wraz ze skrzydłami wrót w czasie śluzowania) |         |
| 17 | Most Władysława Jagiełły              | 2012                               | 82,7        |             | tramwajowy, dla pieszych                      | T     | most wantowy, na którym przebiega linia tramwajowa z centrum miasta do dworca Bydgoszcz Główna, podwieszony do pylonu o wysokości 27 m |         |
| 18 | Most Królowej Jadwigi                 | 1865, 1913                         | 55,1        | 20          | drogowy, dla pieszych                         | T     | jeden z najstarszych zachowanych mostów w Bydgoszczy o konstrukcji sprzed I wojny światowej |         |
| 19 | Mosty kolejowe (dworcowe)             | 1851, 1872, 1895                   | 80÷91       |             | kolejowy, dla pieszych                        | T     | trzy mosty, w tym dwa ceglane łukowe i jeden żelbetonowy, mieszczą linie kolejowe nr 18, 131 i 356, najstarsze zachowane mosty w Bydgoszczy i jedne ze starszych mostów kolejowych w Polsce |         |
| 20 | Mosty Waleriana Hypszera              | 2002                               | 100,7       | 50          | drogowy, dla pieszych                         | T     | łączy Jachcice i Czyżkówko w ciągu północnej obwodnicy Śródmieścia Bydgoszczy |         |
| 21 | Kładka Czyżkówko-Jachcice             | 2020                               | 67          |             | dla pieszych                                  | T     | kładka łącząca ulicę Jednostroną (Jachcice) z Świekatowską (Czyżkówko) o szerokości ponad 8 m (droga rowerowa o szerokości 2,75 m oraz chodnik o szerokości 2 m), wykorzystująca konstrukcję nośną przeprowadzonego nad Brdą ciepłociągu. 10 października 2018 bydgoski KPEC podpisał z konsorcjum firm Gotowski i Kormost umowę na zaprojektowanie i budowę estakady ciepłowniczej z kładką pieszo-rowerową. Projekt budowlany powstał do końca czerwca 2019 powstał, a 17 października 2019 rozpoczęto montaż konstrukcji kładki. Przeprawa jest stalową konstrukcją łukową z żelbetowym pomostem. Koszt inwestycji wyniósł 7 mln zł. |         |
| 22 | Kładka w Smukale                      | 1989                               | 55,0        |             | dla pieszych                                  | T     | umożliwia komunikację pieszą między osiedlem Opławiec, a Smukałą i Piaskami |         |
| 23 | Kładka nad jazem elektrowni w Smukale | 1882, 1906, 1951                   | 16,0        |             | dla pieszych                                  | T     | kładka technologiczna do obsługi elektrowni wodnej |         |
| 24 | Most w Smukale                        | 1977                               | 50,2        | 30          | drogowy, dla pieszych                         | T     | następca mostu żelaznego kolei wąskotorowej Bydgoszcz – Koronowo (1907–1939), łączy Opławiec ze Smukałą |         |
| 25 | Most w Bożenkowie-Zdrojach            | 1987                               | 36,2        | 30          | drogowy, dla pieszych                         | T     | przez most prowadzi droga wojewódzka nr 244 Kamieniec – Bożenkowo – Strzelce Dolne |         |

### Schemat

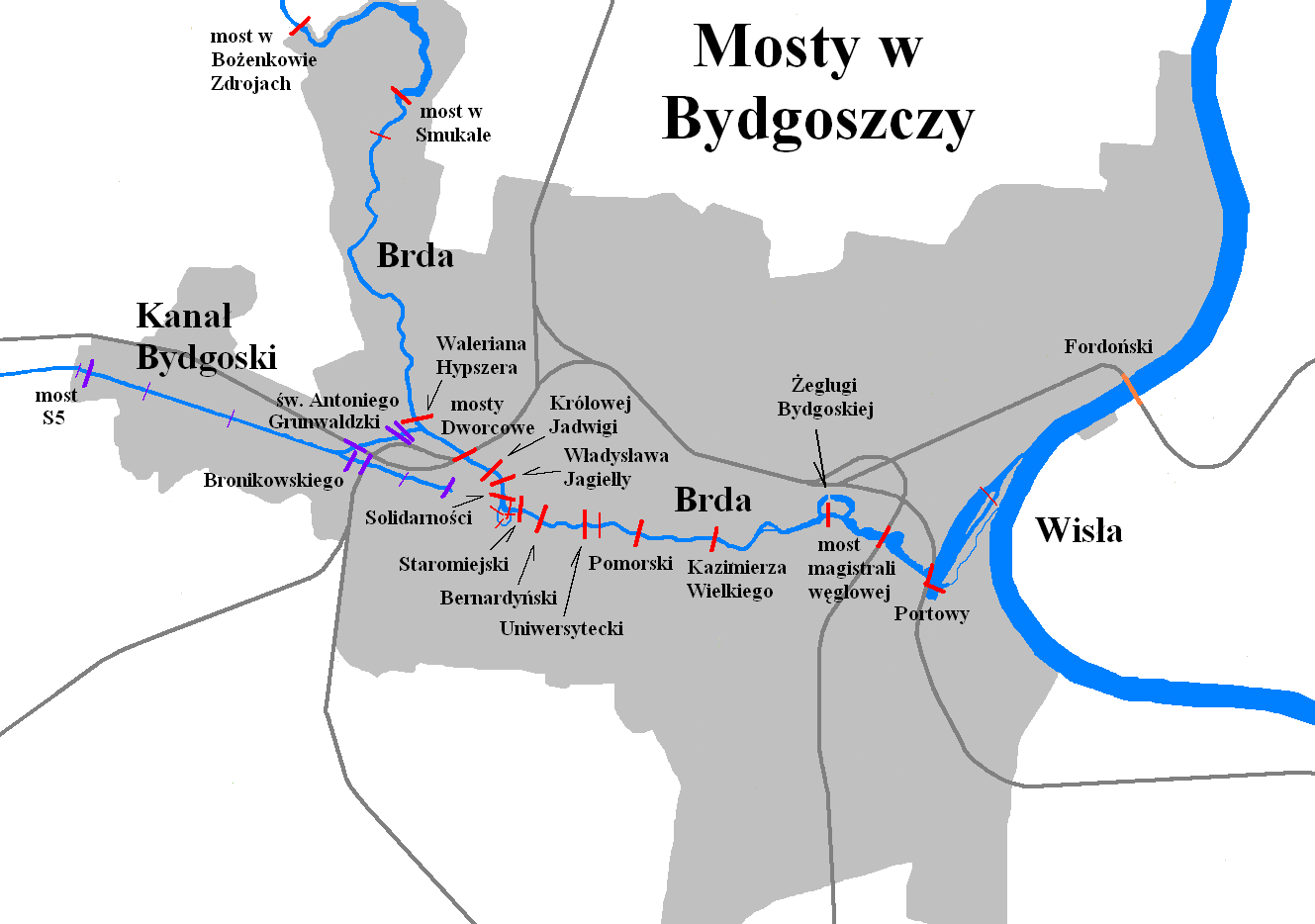
Schemat rozmieszczenia głównych mostów nad ciekami w Bydgoszczy

### Mosty i kładki nad Młynówką
Młynówka jest odnogą Brdy opływającą Wyspę Młyńską w Bydgoszczy. Poniżej przedstawiono mosty i kładki dla pieszych w kolejności od ujścia Młynówki do Brdy w górę rzeki do śluzy Miejskiej.
| Nr | Nazwa                           | Data powstania i przebudowy     | Długość [m] | Nośność [t] | Rodzaj                            | Istn. | Uwagi | Zdjęcie |
| 1  | Kładka na jazie Farnym          | XV wiek, 1899, 1929, 1970, 1996 | 14,0        |             | dla pieszych                      | T     | w wiekach XV-XVIII znajdował się tu most Farny, po budowie jazu Farnego kładka przeznaczona jest do obsługi urządzeń jazu |         |
| 2  | Most Młyński                    | 1791, 1948, 1964                | 16,9        |             | drogowy, dla pieszych             | T     | most łączący Stary Rynek z Wyspą Młyńską w ciągu ulicy Ku Młynom                                                          |         |
| 3  | Kładka Wenecji Bydgoskiej       | 2006                            | 15,5        |             | dla pieszych                      | T     | łączy Wyspę Młyńską z nabrzeżem Wenecji Bydgoskiej, skąd można przejść na ul. Długą                                       |         |
| 4  | Kładka Krzysztofa Klenczona     | 2008                            | 26,0        |             | dla pieszych                      | T     | łączy Wyspę Młyńską z nabrzeżem Wenecji Bydgoskiej, skąd można przejść na ul. Świętej Trójcy                              |         |
| 5  | Most nad przepławką             | 1890, 1993                      | 3,3         |             | drogowy, dla pieszych             | T     | nad przepławką dla ryb w pobliżu Przystani Bydgoszcz                                                                      |         |
| 6  | Most nad jazem Ulgowym          | 1890, 1964                      | 9,5         |             | drogowy, dla pieszych             | T     | most w ciągu ulicy Tamka na grobli oddzielającej Brdę od Młynówki                                                         |         |
| 7  | Mosty Młyńskie im. Solidarności | 1840, 1890, 1955, 1981          | 48,0        | 30, 40      | drogowe, tramwajowy, dla pieszych | T     | trzy mosty, z tego dwa drogowe i tramwajowy, powyżej Starego Miasta w Bydgoszczy, w ciągu ulicy marszałka Focha           |         |

### Mosty i kładki nad Starym Kanałem Bydgoskim
Stary Kanał Bydgoski to odcinek Kanału Bydgoskiego na odcinku między śluzą VI, a ujściem do Brdy w rejonie śluzy Miejskiej. Wyłączony z żeglugi w 1915 roku po zastąpieniu go nowym odcinkiem Kanału, stał się osią dużego parku miejskiego – plant nad Kanałem Bydgoskim. Skrócono go w 1971 r. po zasypaniu wschodniego fragmentu do śluzy III włącznie. Oddziela na długości ok. 3,5 km południowe i północne osiedla Bydgoszczy w środkowo-zachodniej części miasta: Flisy i Okole od Wilczaka, Jarów i Miedzynia. Poniżej przedstawiono mosty i kładki dla pieszych w kolejności od ujścia Kanału do Brdy w kierunku zachodnim.
| Nr | Nazwa                                      | Data powstania i przebudowy  | Długość [m] | Nośność [t] | Rodzaj                           | Istn. | Uwagi | Zdjęcie |
| 1  | Most w ulicy Grottgera                     | 1836, 1964                   | 10,0        |             | drogowy, dla pieszych            | N     | most łączący ul. Focha z ul. Grottgera, rozebrany w 1980 roku w związku z rozbudową mostów Solidarności                                                                                       |         |
| 2  | Most na II śluzie                          | 1774, 1810                   | 7,5         |             | dla pieszych                     | N     | most na wrotach śluzy II służący obsłudze technologicznej, rozebrany w 1971 roku w związku z budową drogowego węzła Grunwaldzkiego                                                            |         |
| 3  | Most Władysława IV                         | 1774, 1841, 1946             | 29,1        |             | drogowo-tramwajowy, dla pieszych | N     | most w formie kamiennych łuków łączący ulicę Świętej Trójcy z ul. Grunwaldzką, posiadał duże znaczenie komunikacyjne, rozebrany w 1971 roku w związku z budową drogowego węzła Grunwaldzkiego |         |
| 4  | Most na III śluzie                         | 1774, 1810                   | 7,5         |             | dla pieszych                     | N     | most na wrotach śluzy III służący obsłudze technologicznej, rozebrany w 1971 roku w związku z budową drogowego węzła Grunwaldzkiego                                                           |         |
| 5  | Most w ul. Wrocławskiej                    | 1774, 1810, 1962             | 7,9         | 15          | drogowy, dla pieszych            | T     | most poniżej wrót dolnych śluzy IV Kanału Bydgoskiego służący komunikacji między osiedlami Okole i Wilczak                                                                                    |         |
| 6  | Kładka na V śluzie                         | 1774, 1807, 1906, 1948, 1991 | 7,4         | 5           | dla pieszych                     | T     | kładka poniżej wrót dolnych śluzy V w ciągu ul. Czarna Droga, służący komunikacji między osiedlami Okole i Jary                                                                               |         |
| 7  | Most kolejowy nad Starym Kanałem Bydgoskim | 1872, 1965                   | 15,0        |             | kolejowy                         | T     | most w ciągu linii kolejowej nr 131 (magistrali węgowej) oraz linii kolejowej nr 356 |         |
| 8  | Most w ul. Bronikowskiego                  | 1774, 1810, 1850, 1961       | 8,4         | 15          | drogowy, dla pieszych            | T     | most poniżej wrót dolnych śluzy VI w ciągu ul. Bronikowskiego, służący komunikacji między osiedlami Flisy i Miedzyń                                                                           |         |

### Mosty i kładki nad Kanałem Bydgoskim
Kanał Bydgoski to główny ciek w zachodniej części Bydgoszczy, oddzielający północne i południowe osiedla: Flisy i Osową Górę od Miedzynia i Prądów. Zbudowany został w 1774 r., a jego część wschodnia (ze śluzami Okole i Czyżkówko o długości 1,6 km) – w 1915 roku. Poniżej przedstawiono mosty i kładki dla pieszych w kolejności od ujścia kanału do Brdy, aż do zachodnich rubieży miasta i ujścia Kanału Górnonoteckiego.
| Nr | Nazwa                                  | Data powstania i przebudowy | Długość [m] | Nośność [t] | Rodzaj                          | Istn. | Uwagi | Zdjęcie |
| 1  | Most kolejowy do papierni na Czyżkówku | 1836, 1964                  | 129,0       |             | kolejowy                        | T     | most służący istniejącej do lat 90. XX wieku bocznicy kolejowej do Zakładów Papierniczych na Czyżkówku, od 2002 r. w likwidacji. We wrześniu 2018 został udostępniony dla pieszych. W tym celu uzupełnione zostały brakujące balustrady, a ich wysokość została dostosowana do aktualnych wymagań, w tym dla rowerzystów. Na końcu przęsła zastosowano blachę ułatwiającą wjazd rowerów i wózków na przęsło. Jednocześnie zamknięto dla pieszych stary wiadukt kolejowy nad ulicą Nadrzeczną. |         |
| 2  | Kładka na śluzie Okole                 | 1915                        | 10,5        |             | dla pieszych                    | T     | kładka służąca obsłudze technologicznej urządzeń śluzy |         |
| 3  | Most św. Antoniego                     | 2002                        | 83,2        | 50          | drogowy, dla pieszych           | T     | element węzła Zachodniego, łączy ul. Grunwaldzką z ul. Nad Torem i Siedlecką, w ciągu dróg krajowych nr 25 i 80. 1 grudnia 2015 oddano do użytku drugą nitkę mostu o długości 96 m. |         |
| 4  | Most Grunwaldzki                       | 1954, 2002                  | 52,0        | 42          | drogowy, dla pieszych           | T     | element węzła Zachodniego, przebiega nim ul. Grunwaldzka i jednocześnie drogi krajowe nr 25 i 80 |         |
| 5  | Most w ul. Mińskiej                    | 1913, 1973, 1983            | 58,0        |             | kolejowy, drogowy, dla pieszych | T     | dwa sąsiadujące mosty: kolejowy w ciągu linii nr 18 oraz drogowy w ulicy Mińskiej na osiedlu Flisy |         |
| 6  | Kładka na śluzie Czyżkówko             | 1914                        | 9,6         |             | dla pieszych                    | T     | kładka służąca obsłudze technologicznej urządzeń śluzy |         |
| 7  | Most drogowy nad Kanałem Bydgoskim     | XIX wiek                    |             |             | drogowy, dla pieszych           | N     | łączył brzegi Kanału Bydgoskiego w rejonie ulic: Kruszyńskiej i Żywieckiej, zachowały się ceglane przyczółki |         |
| 8  | Kładka przy ul. Janowieckiej           | 1993                        | 33,0        |             | dla pieszych                    | T     | zaadaptowana pod kładkę konstrukcja wsporcza wodociągu, służąca komunikacji między osiedlami Osowa Góra i Miedzyń |         |
| 9  | Most na śluzie Prądy                   | 1774, 1852, 1915            | 10,2        | 2,5         | drogowy, dla pieszych           | T     | most poniżej wrót dolnych śluzy Prądy służący komunikacji lokalnej między osiedlami Osowa Góra i Prądy |         |
| 10 | Most obwodnicy nad Kanałem Bydgoskim   | 1963                        | 39,6        | 30          | drogowy                         | T     | w ciągu drogi krajowej nr 10 na zachodnich rubieżach miasta |         |
| 11 | Most na śluzie Osowa Góra              | 1774, 1852, 1915            | 10,2        |             | drogowy, dla pieszych           | T     | most poniżej wrót dolnych śluzy Osowa Góra służący komunikacji lokalnej |         |
| 12 | Most w Kruszyńcu                       | XIX wiek                    | 29,4        |             | drogowy, dla pieszych           | T     | położony za zachodnimi rubieżami Bydgoszczy przy ujściu Kanału Górnonoteckiego, służący komunikacji lokalnej |         |

### Mosty nad innymi ciekami
Poniżej przedstawiono mosty i kładki zarówno historyczne w obrębie miasta lokacyjnego Bydgoszczy, już dziś nieistniejące, jak również inne obiekty wcześniej nie przedstawione.
| Nr | Nazwa                   | Data powstania i przebudowy | Długość [m] | Nośność [t] | Rodzaj                | Istn. | Uwagi | Zdjęcie |
| -- | ----------------------- | --------------------------- | ----------- | ----------- | --------------------- | ----- | --- | ------- |
| 1  | Most Pilarski           | XV wiek, 2007               |             |             | drogowy, dla pieszych | T     | na kanale Międzywodzie, łączący Wyspę Menniczą z Wyspą zachodnią, dzisiaj w obrębie Wyspy Młyńskiej, koło Czerwonego Spichrza                         |         |
| 2  | Most na Kanale Zbożowym | 1840                        |             |             | drogowy, dla pieszych | N     | obok Młynów Rothera, zniknął po częściowym zasypaniu kanału w latach 60. XX w.                                                                        |         |
| 3  | Most na Międzywodziu    | 1840, 2007                  |             |             | dla pieszych          | T     | most dla pieszych istniejący w XIX wieku na środkowym odcinku Międzywodzia przy Wyspie Menniczej, odbudowany w formie kilku przejść nad Międzywodziem |         |
| 4  | Most na ul. Witebskiej  | 1890                        | 25,0        |             | drogowy, dla pieszych | T     | most łukowy ceglany nad zatoką toru regatowego, najstarszy zachowany w oryginalnej konstrukcji most drogowy w Bydgoszczy                              |         |

## Mosty planowane
W sferze dalekosiężnych planów znajduje się kolejnych kilka mostów:
- most drogowy przez Brdę w ciągu ul. Granicznej,
- most tramwajowy przez Brdę w ciągu ul. Perłowej,
- most drogowy przez Brdę w ciągu ul. Jęczmiennej (Czyżkówko – Jachcice), wariant – przez tamę na Brdzie[9],
- most przez Brdę w ciągu obwodnicy wschodniej (obok magistrali węglowej),
- most przez Brdę w ciągu ul. Witebskiej (obok linii kolejowej nr 18 Bydgoszcz – Toruń),
- most przez Kanał Bydgoski w ciągu ul. Plażowej (Miedzyń – Czyżkówko),
- most przez Kanał Bydgoski w ciągu ul. Podmiejskiej (Miedzyń – Osowa Góra),
- nowy most przez Wisłę powyżej obecnego.